# 178534 Mosheelitzur
178534 Mosheelitzur è un asteroide della fascia principale. Scoperto nel 1999, presenta un'orbita caratterizzata da un semiasse maggiore pari a 2,6052990 au e da un'eccentricità di 0,1123386, inclinata di 2,47081° rispetto all'eclittica.